# إليزابيث فيسر
إليزابيث فيسر (بالهولندية: Elizabeth Visser)‏ هي باحثة في تاريخ العصور الكلاسيكية هولندية، ولدت في 26 مايو 1908، وتوفيت في 3 أغسطس 1987.